# Rhacochelifer tauricus
Rhacochelifer tauricus är en spindeldjursart som beskrevs av Beier 1969. Rhacochelifer tauricus ingår i släktet Rhacochelifer och familjen tvåögonklokrypare. Inga underarter finns listade i Catalogue of Life.